# José Tolosa (pintor)
José Tolosa fue un pintor e ilustrador español de mediados del siglo XIX.

## Biografía
Pintor, en la exposición de pinturas, abierta, según costumbre anual de la Academia de San Fernando, en 1849, presentó su primer cuadro original, que representaba a Jesús servido por los tres ángeles. Fueron también de su mano algunos de los retratos litográficos de la obra Estado Mayor del ejército español, dirigida por Pedro Chamorro.